# Leonard Boswell
Leonard L. Boswell (Contea di Harrison, 10 gennaio 1934 – Des Moines, 17 agosto 2018) è stato un politico e militare statunitense, membro della Camera dei Rappresentanti per lo stato dell'Iowa dal 1997 al 2013.

## Biografia
Prima di intraprendere la carriera politica, Boswell ha servito per vent'anni nell'Esercito degli Stati Uniti d'America. Al momento del congedo, Boswell aveva raggiunto il grado di tenente colonnello ed era stato insignito due volte della Distinguished Flying Cross, due volte della Bronze Star Medal e di vari altri riconoscimenti. Durante la sua permanenza nell'esercito, ha partecipato alla guerra del Vietnam.
Nel 1984 venne eletto al Senato dell'Iowa, dove rimase per tre mandati. Nel 1994 fu il candidato democratico per l'incarico di vicegovernatore dell'Iowa, ma fu sconfitto dai repubblicani.
Nel 1996 si candidò alla Camera dei Rappresentanti e ottenne un seggio. Da allora venne rieletto per altri sette mandati, fino a quando nel 2012 si trovò a competere per la rielezione nello stesso distretto del collega repubblicano Tom Latham. Boswell venne sconfitto da Latham e dovette abbandonare il Congresso dopo sedici anni.
Boswell era un membro della Blue Dog Coalition e quindi ha idee centriste, che di volta in volta si avvicinano maggiormente a quelle democratiche o a quelle repubblicane.